# Юргорден (жіночий футбольний клуб)

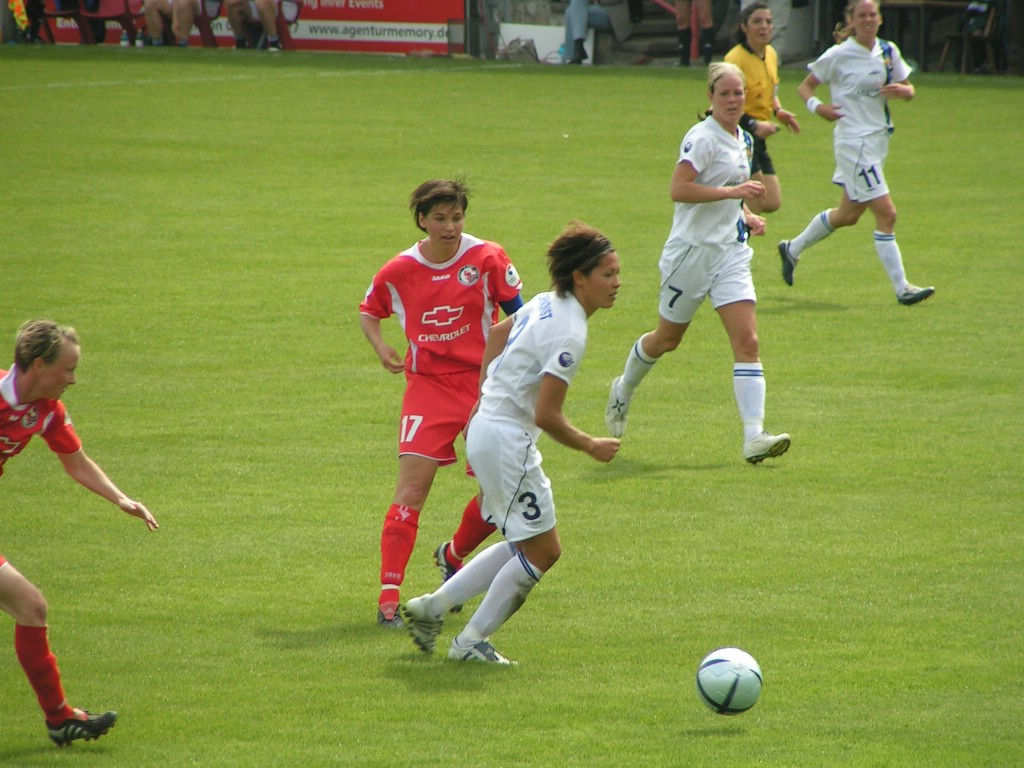
Фінал Кубка УЄФА проти ФФК Турбін Потсдам. Гравчині Юргордена в білому: Джейн Тьорнквист (№3), Малін Нюквист (№7), Лінда Фагерстрьом (№11)

Футбольний клуб «Юргорден» (швед. Djurgården Idrottsförening Fotbollsförening) — шведський жіночий футбольний клуб зі Стокгольма, заснований у 2003 році. Виступає у вищому дивізіоні Швеції. Домашні матчі приймає на Олімпійському стадіоні, місткістю 14 417 глядачів.

## Досягнення
- Damallsvenskan
  - Чемпіон (2): 2003, 2004
  - Призер (3): 1991, 2006, 2007
- Division 1 Norra
  - Чемпіон (2): 1988, 1996
  - Призер (1): 1995
- Elitettan
  - Призер (1): 2015
- Кубок Швеції
  - Володар (3): 1999–2000, 2004, 2005
  - Фіналіст (3): 1998–99, 2001, 2010
- Кубок УЄФА
  - Фіналіст (1): 2005

## Виступи у єврокубках
| Сезон     | Турнір     | Раунд                 | Клуб               | Гостьова гра | Домашня гра | Загальний |
| --------- | ---------- | --------------------- | ------------------ | ------------ | ----------- | --------- |
| 2004–2005 | Кубок УЄФА | кваліфікаційний раунд | Егіна              | –            | 5–0         | –         |
| 2004–2005 | Кубок УЄФА | кваліфікаційний раунд | Атлетік Більбао    | –            | 3–2         | –         |
| 2004–2005 | Кубок УЄФА | кваліфікаційний раунд | Арсенал            | –            | 0–1         | –         |
| 2004–2005 | Кубок УЄФА | чвертьфінал           | Умео               | 1–0          | 2–1         | 3–1       |
| 2004–2005 | Кубок УЄФА | півфінал              | Арсенал            | 1–0          | 1–1         | 2–1       |
| 2004–2005 | Кубок УЄФА | фінал                 | ФФК Турбін Потсдам | 1–3          | 0–2         | 1–5       |
| 2005–2006 | Кубок УЄФА | кваліфікаційний раунд | Валюр              | –            | 2–1         | –         |
| 2005–2006 | Кубок УЄФА | кваліфікаційний раунд | Алма-КТЖ           | –            | 3–0         | –         |
| 2005–2006 | Кубок УЄФА | кваліфікаційний раунд | Машинац            | –            | 7–0         | –         |
| 2005–2006 | Кубок УЄФА | чвертьфінал           | Спарта Прага       | 2–0          | 0–0         | 2–0       |
| 2005–2006 | Кубок УЄФА | півфінал              | ФФК Турбін Потсдам | 3–2          | 2–5         | 5–7       |